# Cornel Ungureanu
Cornel Ungureanu (n.3 august 1943, în Lugoj) este un scriitor, un critic și istoric literar român. 

## Studii
În 1965 devine licențiat în filologie al universității de Vest din Timișoara, secția română-germană. Doctor în literatură română și comparată al Universității din București din 1984. 

## Activitate didactică și publicistică
Este profesor la Universitatea de Vest din Timișoara, critic și istoric literar, cronicar literar al revistei Orizont începând din 1963. Din 1990 devine redactor și redactor șef adjunct al revistei Orizont. A publicat peste 2000 de articole și studii în presa culturală din România, Iugoslavia, Germania. 
Cercetările sale consacrate literaturilor Europei Centrale au fost reunite în volumele Imediata noastră apropiere (I, 1980; II, 1990) și Mitteleuropa periferiilor (2002). 
Este autorul antijurnalelor: A murit în Tibet (1998), Despre regi, saltimbangi și maimuțe (I, 2001; II, 2003; III, 2004). Este președinte al Consiliului de Conducere al fundației A treia Europă. Studiile sale au fost traduse în Germania, Ungaria, Serbia etc.

## Cărți publicate
- La umbra cărților în floare, o panoramă a foiletonului critic românesc. Editura Facla, Timișoara, 1975
- Proză și reflexivitate, Editura Eminescu, 1977
- Contextul operei, Editura Cartea Românească, 1979
- Imediata noastră apropiere, vol. I, Editura Facla, 1980:
- Proza românească de azi, vol. I: Cucerirea tradiției, Editura Cartea Românească, 1985
- Imediata noastră apropiere , vol. I, 1980
- Imediata noastră apropiere, vol. II, Editura de Vest, 1990:
- Mircea Eliade și literatura exilului, Editura Viitorul Românesc, 1995
- La vest de Eden. O introducere în literatura exilului, Editura Amarcord, 1995
- A muri în Tibet, Editura Polirom, 1998
- Fragmente despre teatru, Editura Timpul, 1998
- Introducere în viața și opera lui Petru E. Oance, poet, jurnalist și sculptor, Editura Modus, 1999
- La vest de Eden. O introducere în literatura exilului, vol. II, Editura Amarcord, 2001
- Despre regi, saltimbanci și maimuțe , Editura Marineasa 2001, 2003, 2004
- Mitteleuropa periferiilor, Editura Polirom, 2002
- Ioan Slavici, monografie, Editura Aula, 2002
- Geografie literară, Editura Universității de Vest, 2002
- Geografia literaturii române, azi. vol. I Muntenia, Editura Paralela 45, 2003
- Octavian Goga, monografie, Editura Aula, 2003
- Europa Centrală, 2004
- Geografia literaturii române, azi. vol. IV Banatul, Editura Paralela 45, 2005
- Sorin Titel, Reșița, Modus P.H., 2005
- Istoria secretă a literaturii române, Editura Aula, 2007.
- Petre Stoica și regăsirea Europei Centrale, București, Editura Palimsest, 2010
- Șantier 2. Un itinerar în căutarea lui Mircea Eliade, București, Cartea Românească, 2010

## Ediții, prefețe, postfețe
Ediții, studii introductive, prefețe sau postfețe la numeroase volume de versuri și proză ale scriitorilor români și străini (Ion Pillat, Anișoara Odeanu, D.R. Popescu, Mircea Ciobanu, V. Voiculescu, Vasko Popa, I.D. Sârbu, Ovidiu Cotruș, Marius Munteanu, Ioan Flora, Jaroslav Hasek, Richard Wagner, György Konrád, Miloș Crnjanski, Hugo von Hoffmannsthal, Hermann Broch s. a.) 
Coordonator, împreună cu Adriana Babeți, al colecției A Treia Europă, seria de teorie și seria de beletristică.

## Premii și distincții
A fost premiat de Uniunea Scriitorilor pentru volumele: La umbra cărților în floare (1975), Contextul operei (1979), Proza românească de azi (1985) și Mircea Eliade și literatura exilului (1995).

### Decorații
- Ordinul național „Serviciul Credincios” în grad de Ofițer (1 decembrie 2000) „pentru realizări artistice remarcabile și pentru promovarea culturii, de Ziua Națională a României”[4]

## Afilieri
- 1990-1995: Prim-Vicepreședinte al Asociației Culturale România-Israel, Timișoara
- Din 1990: Membru al PEN CLUB
- Din 1990: Președintele Asociației Scriitorilor din Timișoara
- Din 1999: Președintele Fundației “A Treia Europă”

## Vezi și
- Anatomia unei secunde